# Жюлі Куен
Жюлі Куен (фр. Julie Coin; нар. 2 грудня 1982) — колишня французька тенісистка.
Найвищу одиночну позицію світового рейтингу — 60 місце досягла 27 липня 2009, парну — 49 місце — 19 квітня 2010 року.
Здобула 10 одиночних та 16 парних титулів туру ITF.
Найвищим досягненням на турнірах Великого шолома було 3 коло в одиночному та парному розрядах.
Завершила кар'єру 2015 року.

## Фінали ITF

### Одиночний розряд: 22 (10–12)
| турніри $100,000 |
| турніри $75,000  |
| турніри $50,000  |
| турніри $25,000  |
| турніри $10,000  |

| Результат | Ранг | Дата              | Турнір                        | Покриття   | Суперниця              | Рахунок                 |
| --------- | ---- | ----------------- | ----------------------------- | ---------- | ---------------------- | ----------------------- |
| Перемога  | 1.   | 24 липня 2005     | Ле-Контамін-Монжуа, Франція   | Тверде     | Домініка Ноцярова      | 6–7(5–7), 6–2, 6–4      |
| Перемога  | 2.   | 14 серпня 2005    | Лондон, Велика Британія       | Тверде     | Клер Петерзан          | 6–4, 1–6, 6–3           |
| Поразка   | 1.   | 22 січня 2006     | Обергахінг, Німеччина         | Килим (i)  | Сабіне Клашка          | 6–7(0–7), 6–4, 3–6      |
| Поразка   | 2.   | 26 березня 2006   | Ам'єн, Франція                | Ґрунт (i)  | Ярослава Шведова       | 6–2, 5–7, 4–6           |
| Перемога  | 3.   | 17 березня 2007   | Мерида (Юкатан), Мексика      | Тверде (i) | Ваніна Гарсія Сокол    | 7–5, 6–4                |
| Поразка   | 3.   | 29 липня 2007     | Ле-Контамін, Франція          | Тверде     | Яніна Вікмаєр          | 2–6, 6–7(3–7)           |
| Перемога  | 4.   | 3 лютого 2008     | Бельфор, Франція              | Тверде     | Віржині Піше           | 6–0, 6–3                |
| Поразка   | 4.   | 28 липня 2008     | Ванкувер, Канада              | Тверде     | Уршуля Радванська      | 6–2, 3–6, 5–7           |
| Перемога  | 5.   | 12 жовтня 2008    | Жуе-ле-Тур, Франція           | Тверде     | Стефані Форец          | 7–6(9–7), 7–6(7–3)      |
| Поразка   | 5.   | 20 жовтня 2008    | Пуатьє, Франція               | Тверде (i) | Анастасія Павлюченкова | 4–6, 3–6                |
| Перемога  | 6.   | 1 березня 2009    | Клірвотер, США                | Тверде     | Яніна Вікмаєр          | 6–3, 1–1 ret.           |
| Поразка   | 6.   | 26 липня 2009     | Лексінгтон (Кентуккі), США    | Тверде     | Саня Мірза             | 6–7(5–7), 4–6           |
| Перемога  | 7.   | 11 жовтня 2009    | Токіо, Японія                 | Тверде     | Ольга Савчук           | 7–6(8–6), 4–6, 7–6(8–6) |
| Поразка   | 7.   | 31 липня 2011     | Віго, Іспанія                 | Тверде     | Ірина Бремон           | 6–7(3–7), 6–1, 6–7(3–7) |
| Поразка   | 8.   | 8 липня 2012      | Денвер, США                   | Тверде     | Ніколь Гіббс           | 2–6, 6–3, 4–6           |
| Поразка   | 9.   | 11 листопада 2012 | Екердревіль-Енневіль, Франція | Тверде (i) | Алісон ван Ейтванк     | 1–6, 6–3, 3–6           |
| Поразка   | 10.  | 10 лютого 2013    | Ранчо-Міраж (Каліфорнія), США | Тверде     | Сатіе Ісідзу           | 3–6, 6–7(3–7)           |
| Поразка   | 11.  | 28 липня 2013     | Лексінгтон, США               | Тверде     | Шелбі Роджерс          | 4–6, 6–7(3–7)           |
| Перемога  | 8.   | 29 вересня 2013   | Клермон-Ферран, Франція       | Тверде (i) | Доротея Ерич           | 3–6, 6–1, 6–4           |
| Поразка   | 12.  | 28 вересня 2014   | Клермон-Ферран, Франція       | Тверде (i) | Рішель Гогеркамп       | 1–6, 3–6                |
| Перемога  | 9.   | 26 жовтня 2014    | Сагне (місто), Канада         | Тверде (i) | Йована Якшич           | 7–5, 6–3                |
| Перемога  | 10.  | 19 квітня 2015    | Понта-Делгада, Португалія     | Тверде     | Георгіна Гарсія Перес  | 6–0, 6–1                |

### Парний розряд: 27 (16–11)
| Результат | Ранг | Дата             | Турнір                           | Покриття   | Партнерка           | Суперниці                                       | Рахунок               |
| --------- | ---- | ---------------- | -------------------------------- | ---------- | ------------------- | ----------------------------------------------- | --------------------- |
| Перемога  | 1.   | 26 березня 2001  | Ам'єн, Франція                   | Ґрунт      | Олівія Каппеллетті  | Б'янка Кремер Єлена Панджич                     | 7–5, 6–1              |
| Перемога  | 2.   | 4 липня 2005     | Ле-Туке-Парі-Плаж, Франція       | Ґрунт      | Аліс Ель            | Карла Мраз Віржині Піше                         | 7–5, 7–6(7–5)         |
| Поразка   | 1.   | 15 січня 2006    | Штутгарт, Німеччина              | Тверде (i) | Кільдін Шевальє     | Дарія Юрак Рената Ворачова                      | 2–6, 1–6              |
| Поразка   | 2.   | 26 березня 2006  | Ам'єн, Франція                   | Ґрунт (i)  | Карла Мраз          | Ольга Панова Ярослава Шведова                   | 4–6, 1–6              |
| Перемога  | 3.   | 27 січня 2007    | Гренобль, Франція                | Тверде     | Шеразад Бенамар     | Стефані Ріцці Кароліна Косіньська               | 1–6, 7–5, 6–4         |
| Перемога  | 4.   | 17 березня 2008  | Тенерифе, Іспанія                | Тверде     | Віолетта Юк         | Мервана Югич-Салкич Ципора Обзилер              | 6–4, 6–3              |
| Поразка   | 3.   | 4 травня 2008    | Cagnes-sur-Mer, Франція          | Ґрунт      | Марі-Ев Пеллетьє    | Моніка Нікулеску Рената Ворачова                | 7–6(7–2), 1–6, [5–10] |
| Перемога  | 5.   | 28 червня 2008   | Гечо, Іспанія                    | Ґрунт      | Сторі Твіді-Єйтс    | Естрелья Кабеса Кандела Сара дель Барріо Арагон | 6–3, 6–1              |
| Перемога  | 6.   | 20 вересня 2008  | Мадрид, Іспанія                  | Тверде     | Ірена Павлович      | Юлія Бейгельзимер Анастасія Полторацька         | 6–3, 6–4              |
| Поразка   | 4.   | 11 жовтня 2008   | Жуе-ле-Тур, Франція              | Тверде     | Віолетта Юк         | Мервана Югич-Салкич Крістіна Барруа             | 2–6, 6–7              |
| Перемога  | 7.   | 3 травня 2009    | Кань-сюр-Мер, Франція            | Ґрунт      | Марі-Ев Пеллетьє    | Анна Татішвілі Еріка Краут                      | 6–4, 6–3              |
| Поразка   | 5.   | 29 серпня 2009   | Bronx Open, США                  | Тверде     | Марі-Ев Пеллетьє    | Анна-Лена Гренефельд Ваня Кінг                  | 0–6, 3–6              |
| Перемога  | 8.   | 1 листопада 2009 | Poitiers, Франція                | Тверде (i) | Марі-Ев Пеллетьє    | Марта Домаховська Міхаелла Крайчек              | 6–3, 3–6, [10–3]      |
| Перемога  | 9.   | 16 липня 2011    | Вокінг, Велика Британія          | Тверде     | Ева Грдінова        | Емма Лайне Мелані Саут                          | 6–1, 3–6, [10–8]      |
| Перемога  | 10.  | 24 липня 2011    | Ле-Контамін, Франція             | Тверде     | Ева Грдінова        | Марія Абрамович Ніколе Клеріко                  | 6–3, 6–2              |
| Перемога  | 11.  | 28 серпня 2011   | Стамбул, Туреччина               | Тверде     | Ева Грдінова        | Сандра Клеменшиц Ірена Павлович                 | 6–4, 7–5              |
| Поразка   | 6.   | 6 листопада 2011 | Нант, Франція                    | Тверде     | Ева Грдінова        | Стефані Форец Крістіна Младенович               | 0–6, 4–6              |
| Поразка   | 7.   | 28 січня 2012    | Андрезьє-Бутеон, Франція         | Тверде (i) | Ева Грдінова        | Кароліна Плішкова Крістіна Плішкова             | 4–6, 6–4, [5–10]      |
| Поразка   | 8.   | 24 березня 2012  | Бат (Англія), Велика Британія    | Тверде (i) | Мелані Саут         | Татьяна Марія Штефані Фогт                      | 3–6, 6–3, [3–10]      |
| Перемога  | 12.  | 14 квітня 2012   | Пелам (Алабама), США             | Ґрунт      | Марі-Ев Пеллетьє    | Олена Бовіна Катерина Бичкова                   | 7–5, 6–4              |
| Перемога  | 13.  | 13 жовтня 2012   | Жуе-ле-Тур, Франція              | Тверде (i) | Северін Бельтрам    | Юстина Єгйолка Діана Марцинкевич                | 7–5, 6–4              |
| Перемога  | 14.  | 15 червня 2013   | Nottingham Open, Велика Британія | Трава      | Стефані Форец Гакон | Юлія Глушко Еріка Сема                          | 6–2, 6–4              |
| Поразка   | 9.   | 20 липня 2013    | Гранбі (Квебек), Канада          | Тверде     | Емілі Веблі-Сміт    | Лєна Литвак Керол Чжао                          | 5–7, 4–6              |
| Перемога  | 15.  | 13 жовтня 2013   | Жуе-ле-Тур, Франція              | Тверде (i) | Ана Врлич           | Андреа Сестіні Главачкова Міхаелла Крайчек      | 6–3, 4–6, [15–13]     |
| Перемога  | 16.  | 8 лютого 2015    | Мідленд, США                     | Тверде (i) | Емілі Веблі-Сміт    | Жаклін Како Сачія Вікері                        | 4–6, 7–6, [11–9]      |
| Поразка   | 10.  | 11 квітня 2015   | Круассі-Бобур, Франція           | Тверде (i) | Матільда Йоганссон  | Джоселін Рей Анна Сміт                          | 6–7(5–7), 6–7(2–7)    |
| Поразка   | 11.  | 10 травня 2015   | Туніс (місто), Туніс             | Ґрунт      | Стефані Форец       | Марія Ірігоєн Паула Каня                        | 1–6, 3–6              |